# Tempel van Kom Ombo
De Tempel van Kom Ombo is een zeer uitzonderlijke tempel. Deze oud-Egyptische tempel is eigenlijk een tempel die in de lengte uit twee delen bestaat. De dubbeltempel is gewijd aan enerzijds de valkengod Haroëris (Horus) en anderzijds de krokodillengod Sobek. De rechterhelft was voorbehouden aan Haroëris en zijn familie (zijn vrouw Tasenetnofret en zijn zoon Panebtawi), terwijl de linkerhelft voor Sobek, zijn vrouw Hathor en zijn zoon Chonsoe. De scheiding was echter niet zo heel strikt, want op sommige delen vloeien de scènes in elkaar over.

## Architectuur
De tempel bestaat zoals gezegd uit een gespleten architectuur waarvan elk deel voor een god was voorbehouden. De pyloon was eigenlijk ook al iets speciaals, want hij had een dubbel portaal. De 'pyloon' was verbonden met een buitenmuur. Opmerkelijk is dat er daarnaast nog een tweede muur was. Als men door een van de portalen ging kwam men uit op een centraal hof. Hierin stond een altaar voor de goden. Wat verder is er de schitterende pronaos met 15 zuilen met een hoogte van twaalf meter. Dan is er een zuilenzaal met twee rijen van 5 zuilen. Vervolgens moet je drie antichambres passeren voor je in het allerheiligste terechtkomt. Het allerheiligste bestond uit twee kapellen. Eén voor Sobek en een voor Haroëris. Nog vermeldenswaardig zijn de reliëfs op de buitenste muur die afbeelding geven van de geneeskunde.

### De mammisi van de tempel
De mammisi of 'geboortehuis' werd opgericht door Ptolemaeus VIII Euergetes II. Hierin werd de geboorte gevierd van de twee goden: Haroeris en Sobek. De eroderende werking van het Nijlwater heeft ervoor gezorgd dat er alleen nog maar de toegangspoort is overgeleven.

### Kapel voor Hathor
In de kapel voor Hathor die naast de tempel staat zijn verschillende krokodillenmummies te zien. Het zijn enkele van de honderden mummies die ze er gevonden hebben in de buurt van de tempel. Mogelijk werd er ook een krokodil gehouden in de nabijgelegen nilometer.

### Nilometer
In de tempel is een Nilometer aanwezig. Op het moment is er alleen nog een trap, die naar beneden de grond in loopt, te zien. Waarbeneden nog steeds water ligt. Deze Nilometer werd gebruikt door de priesters om te zien hoe hoog het water kwam, tot welke trede. Aan de hand daarvan werd bepaald hoe hoog de belasting voor dat jaar zou zijn. Want het water kon daar alleen komen door de regen. Als het veel geregend had, zou dat een goede landbouwopbrengst betekenen, in het andere geval zou de oogst grotendeels mislukken en zou er weinig belasting kunnen worden opgehaald.

## Geschiedenis van de tempel
Het begin van de bouwwerken valt te situeren in de 18e dynastie, maar de huidige tempel stamt uit de Ptolemaeïsche periode. De oprichting vond plaats onder Ptolemaeus VI Philometor, maar er werd voortdurend aan bijversierd en de tempel werd pas voltooid in de 2e en 3e eeuw n. Chr. Ze is daarna gebruikt als Koptische kerk. Hierbij werden verschillende reliëfs opzettelijk beschadigd. De tempel heeft ook veel schade geleden van natuurrampen (overstromingen en aardbevingen). Desondanks is ze een van de best bewaarde tempels die veelvuldig door toeristen wordt bezocht.